# Rue Brongniart
Pour les articles homonymes, voir Brongniart (homonymie).
La rue Brongniart est une voie du 2e arrondissement de Paris, en France.

## Situation et accès

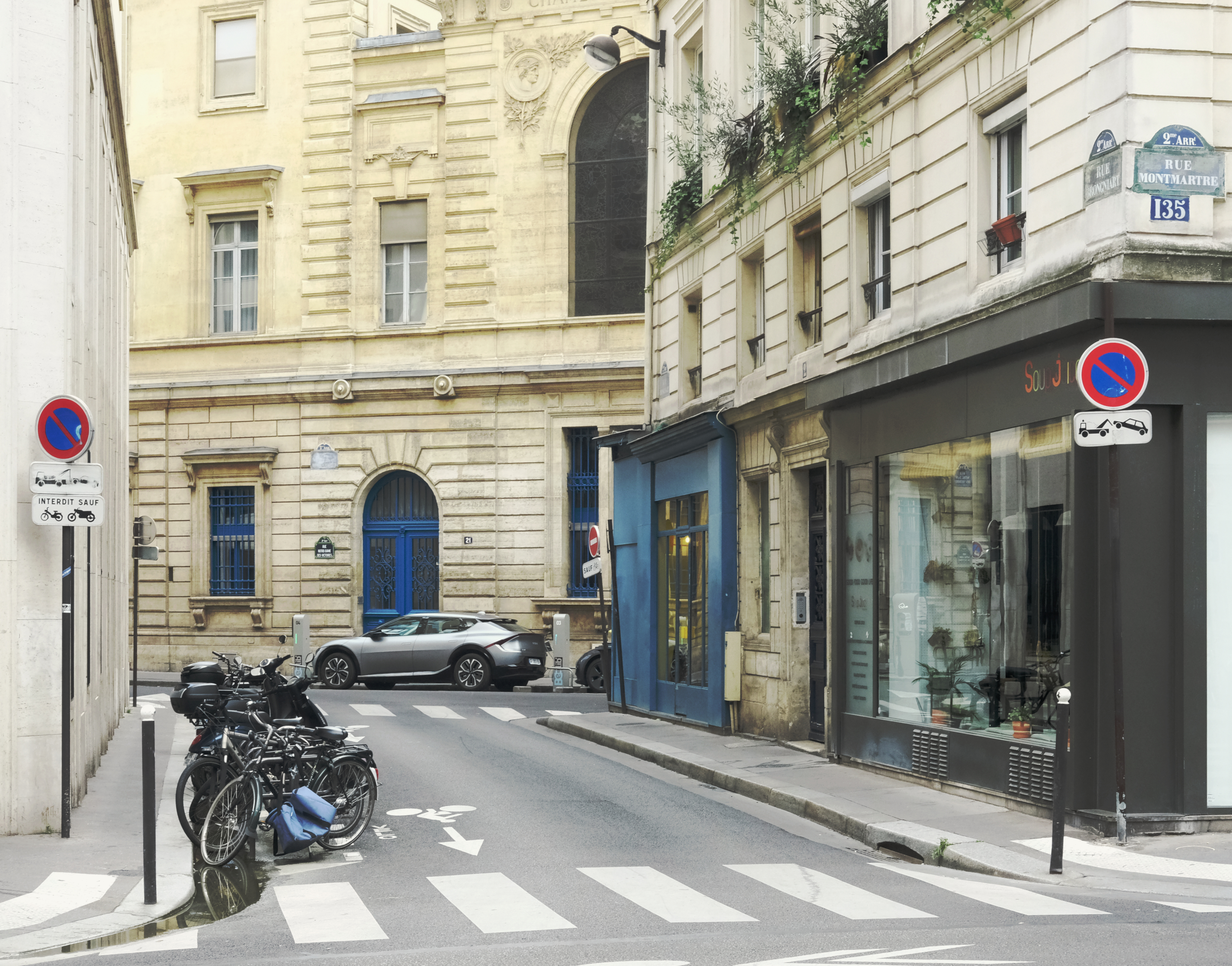
Rue Brongniart vue depuis la rue Montmartre.

La rue Brongniart est une voie publique très courte - vingt mètres - située dans le 2e arrondissement de Paris. Elle débute au 133, rue Montmartre et se termine au 50, rue Notre-Dame-des-Victoires.

## Origine du nom
Elle porte le nom de l'architecte français Alexandre Théodore Brongniart (1739-1813).

## Historique
Une ordonnance royale en date du 5 août 1844 a donné ce nom à l'ancien retour d'équerre de la rue Notre-Dame-des-Victoires, en raison de sa proximité avec le palais de la Bourse.

## Bâtiments remarquables et lieux de mémoire
La rue, très courte, ne comporte que deux numéros (nos 1 et 2).

## Pour approfondir